# Robert Antonín
Robert Antonín(ur. 1977 w Svitavie) – czeski historyk, zajmujący się Europą Środkową w dojrzałym średniowieczu, w szczególności kontaktami polsko-czeskimi.
W latach 1996–2002 studiował historię i filozofię na Wydziale Filozoficznym Uniwersytetu Masaryka w Brnie, a w latach 2002-2008 tamże na studium doktoranckim. Od 2005 jest pracownikiem Centrum Badań nad Historią Europy Środkowej (Výzkumné střediskp pro dějiny střední Evropy). W 2008 został wykładowcą historii na Uniwersytecie Śląskim w Opawie i redaktorem naczelnym czasopisma "Acta historica Universitatis Silesianae Opaviensis". Od 2009 roku jest redaktorem naczelnym czasopisma "Časopis Slezského zemského muzea, řada B".
Autor i współautor kilku książek i licznych artykułów, poświęconych w szczególności historii z czasów ostatnich Przemyślidów. Swoją książką Zahraniční politika krále Václava II. v letech 1283–1300 zasadniczo wzbogacił stan wiedzy na temat tego okresu.
Członek rady redakcyjnej czasopisma naukowego „Slezský sborník”.

## Pulibkacje
- Čeští králové. Praha ; Litomyšl : Paseka, 2008. 583 s. ISBN 978-80-7185-940-6. (współautor)
- Encyklopedie českých dějin : osobnosti, fakta a události, které utvářely naši historii. Praha : Reader’s Digest Výběr, 2008. 520 s. ISBN 978-80-86880-65-5. (współautor)
- Zahraniční politika krále Václava II. v letech 1283–1300. Brno : Matice moravská 2009. 304 s. ISBN 978-80-86488-63-9.
- Panovnické vjezdy na středověké Moravě. Brno : Matice moravská, 2009. 336 s. ISBN 978-80-86488-53-0. (współautor: Tomáš Borovský)
- České země za posledních Přemyslovců. I. díl (1192-1253), Cestou proměny společnosti k vrcholně středověké monarchii. Praha : Libri, 2012. 431 s. ISBN 978-80-7277-446-3.
- Ideální panovník českého středověku. Praha : Nakladatelství Lidové noviny, 2013. 400 s. ISBN 978-80-7422-239-9.